# Моравиця (Врачанська область)
Мора́виця (болг. Моравица) — село у Врачанській області Болгарії. Входить до складу общини Мездра.

## Населення
За даними перепису населення 2011 року у селі проживали 725 осіб.
Національний склад населення села:
| Національність   | Кількість осіб | Відсоток |
| ---------------- | -------------- | -------- |
| болгари          | 578            | 95,7%    |
| цигани           | 23             | 3,8%     |
| Всього відповіли | 604            |          |

Розподіл населення за віком у 2011 році:
Динаміка населення: